# سورة بن الحر الدارمي
سورة بن الحر الدارمي أمير سمرقند، وأحد رؤساء بني تميم. انتدبه الجنيد المري أمير خراسان لحرب الترك في الشعب، فكان أن جاء من سمرقند بإثني عشر ألف مقاتل، والتقى معهم، وسقطوا في نار أعدها لهم الترك، فقتل مع أكثر أصحابه، وكان ممن قُتل معه أمير شجاع اسمه عبد الله بن بسطام الأزدي، رئيس الأزد في تلك الوقعة.